# Tokkō (manga)
Tokkō (特公?) es un manga escrito e ilustrado por Tōru Fujisawa. Fue serializado por la revista "Afternoon" de Kodansha en 2004 y recopilado en tres volúmenes (tankōbon).
A partir del 15 de abril de 2006, se emitió una adaptación al anime de trece episodios, dirigida por Masashi Abe y animada por AIC Spirits y Group TAC.
El manga fue licenciado en Norteamérica por Tokyopop, que publicó el primer volumen el 15 de julio de 2008. Fue distribuido en Estados Unidos y Reino Unido por Manga Entertainment, con su primer DVD publicado el 20 de marzo de 2007, y en la región de Australasia por Madman Entertainment Anchor Bay Entertainment’s Tokko Page, Anchor Bay Entertainment Archivado el 27 de septiembre de 2007 en Wayback Machine.
En Estados Unidos, el canal "Sci-Fi" (ahora Syfy) emitió ‘‘Tokko’’ desde el 2007 hasta el 2010, cuando pasó a ser televisado por Chiller. En Canadá se transmitió en Super Channel.

## Historia
El protagonista, Ranmaru, vive con su hermana menor. Se trasladaron desde Machida a Tokio cinco años antes, después de una masacre perpetrada en su complejo de apartamentos por asaltantes desconocidos, quienes mataron a casi todos los residentes, incluyendo a la madre y al padre del protagonista.
Desde entonces, Ranmaru ha tenido sueños repetitivos, cada vez más frecuentes, donde aparece una muchacha cubierta de sangre que sostiene una espada gigante.
Durante la Edad Media, una familia rica creó un dispositivo para ganar la inmortalidad sin saber que abriría un portal al mundo de los demonios. 108 demonios fueron desencadenados en ese momento, cuando se rompió el dispositivo en la misma cantidad de fragmentos que se activaron. 
Esto propició la aparición de un cráter cerca del complejo de apartamentos de Machida, donde nacieron los demonios que mataron a la mayor parte de los residentes. Para eliminar a los demonios, estos deben ser desmembrados, debido a que en su interior llevan uno de los 108 fragmentos. 
Una vez extraídos los fragmentos de los demonios, se vuelve a montar el dispositivo como en un rompecabezas. El resultado se puede utilizar para cerrar el portal al mundo de los demonios, de lo contrario, este no parará de crecer, y dará lugar a la destrucción de todos los seres humanos en la Tierra.
Al principio de la historia, Ranmaru se gradúa y pasa a ser nuevo investigador para la División de las tropas móviles especiales de la investigación ( «Tokko»), con el objetivo de vengar la muerte de su madre y padre. Después, en el día de su graduación, ve a la muchacha de su sueño con el uniforme policial. 
Ella es un miembro de la sección 2, conocida oficialmente como Unidad Especial de Fuerzas de Seguridad en Tokko, que depende directamente de la Agencia Pública de Investigación de Seguridad. A través de la historia, se explican rumores sobre Tokko; uno de los cuales dice que utiliza las salidas para ejecutar a criminales. También, que se encuentran a menudo piezas en las escenas de crímenes que Tokko investiga e incluso hay rumores de que no son humanos.
Todos los miembros de la sección 2 llevan el “tatuaje del simbionte”, que los marca como portadores de uno de los 108 demonios Pero no todos los extraterrestres están en esta sección. Un simbionte puede ser bueno o malvado, pero la alineación de su espíritu es desconocida hasta que se despierta dentro del anfitrión. El tatuaje también imparte un tipo de protección contra otros demonios y se amplía después de que el extraterrestre se despierta. Solamente los simbiontes tienen la fuerza, velocidad y resistencia para matar a los demonios con las katanas.

## Personajes

### Protagonistas
- Ranmaru Shindo

Es uno de los sobrevivientes originales de la masacre, vecino de su joven hermana Saya. Se unió a la policía para descubrir al responsable del asesinato de sus padres. Incorporado como detective en la división de Tokko, descubre durante su trabajo que los demonios del reino oscuro han orquestado varias masacres para destruir Japón. Posteriormente, Shindo se une a la división para salvar al país de ser invadido por los demonios. 
Ranmaru sufre de trastorno por estrés postraumático debido a la masacre de sus padres cuando con su hermana todavía estaban en la escuela secundaria. Originalmente su cabello era marrón, pero después de graduarse del instituto lo tiñe de rubio con partes naranjas. Se tatuó también el brazo derecho y hombro izquierdo de manera simbólica.
Como sobrevivió al incidente de todos los demonios fantasmas, éstos desean acabar con él, así como con cualquier otro testigo de los acontecimientos.
Él y su hermana Saya son los únicos sobrevivientes de la familia y su orfandad los acercó más. Parecen tener sentimientos compartidos, como cuando están hablando a solas en la azotea del edificio.
- Sakura Rokujo

Es una de las sobrevivientes de la masacre y fue la mujer que frecuentaba los sueños de Ranmaru. Su madre, padres y vecindad fueron asesinados por un demonio fantasma. Trabajaba en la división de Tokko en el distrito de Shibuya y utilizaba una espada para eliminar a las larvas zombis. 
Su tatuaje del simbionte está en su hombro derecho. Se insinúa que podría tener sentimientos por Ranmaru, especialmente cuando lo besa antes de entrar en su psique para ayudarlo a evitar ser poseído.
Es forzada a luchar contra su propio hermano cuando es poseído por los simbiontes dentro de él.
- Saya Shindo

Es la hermana menor de Ranmaru. Se une a la fuerza de policía como oficial de patrulla después de sobrevivir a la masacre de Machida. En el transcurso de la serie, investiga los asesinatos en Tokio y asiste a su hermano. Contrario a él, ella no experimenta trastorno por estrés postraumático porque opta por olvidarse de los acontecimientos en Machida. 
Al ser una de los sobrevivientes de la masacre, es atacada por los demonios fantasmas para mantener en secreto la verdad sobre la masacre de Machida.
Cuida de su hermano y hace todo lo posible para que esté bien. Cuando no está trabajando como policía o en peligro de ser asesinada por fantasmas, actúa como una madre con él, por ejemplo, lo regaña por no acabarse su comida o lo revisa minuciosamente para saber si está lastimado.
- Kureha Suzuka

Es un joven prodigio que se une a la fuerza policial a los 18 años con el rango de teniente. Esta "Policía" es diferente en el anime y en el manga. Su tatuaje del simbionte, como Sakura, estaba en su hombro derecho.
Sus armas preferidas son dos dagas equipadas con igual número hojas retráctiles. Originalmente tiene el pelo marrón, pero después de la masacre lo tiñó de rubio como forma de seguir adelante luego del asesinato de sus padres a manos de los demonios Fantasma y de la muerte de su hermano menor.
Kureha está interesada en Ranmaru, especialmente en sus miradas y su historia. De hecho, lo besa cuando visitan el cementerio donde su familia fue enterrada.
- Takeru Inukai

Es uno de los oficiales masculinos de la división Tokko. Fue el primero en ser reclutado por Ryoko después de que un demonio secuestrase a su hermana. Antes de unirse a la policía, había sido artista marcial (entrenado para practicar kendo). Viste ropa negra y suele usar gafas oscuras.
Más adelante, es asesinado por el hermano poseído de Sakura en las ruinas del apartamento de Machida.
- Ryoko Ibuki

El un Oficial al mando de la división de Tokko, con rango de superintendente, responsable de dirigir las operaciones de la unidad en la lucha contra los demonios fantasma en Tokio.

### Personajes Secundarios
- Kaoru Kunikida

Es el Jefe de la división Tokki en la comisaría de Shibuya. Odia a la división Tokko y a sus miembros por ser reservados, en especial, después de que algunos de sus compañeros oficiales fueran asesinados por demonios. Insiste en descubrir las razones detrás de la existencia de Tokko y su agencia, incluso si eso le cuesta su trabajo.
Parece tener una hija llamada Ruru y es también un mujeriego.
Según varias observaciones hechas por Kaoru durante ciertos acontecimientos en la serie, es posible que haya sido un gánster en su juventud, antes de reformarse y convertirse en oficial de policía.
- Ogata

Tiene el rango de Councilor y es el principal enlace entre Tokko y el gobierno local en la lucha contra los demonios.
- Ichiro Hanazono

Es el mejor amigo y compañero de Ranmaru. Se graduaron juntos y fueron asignados al mismo comandante. Ichiro suele llamar a Ranmaru "pervertido" y bromea con que tiene algo con su hermana menor.

## Franquicias

### Anime
Los 13 episodios de la serie de anime fueron dirigidos y funcionaron por WOWOW del 15 de abril al 29 de julio de 2006. El DVD en Japón fue lanzado el 24 de agosto, 21 de septiembre y 23 de noviembre. Se emite actualmente en los EE. UU. en el canal de Sci-Fi (Estados Unidos) como parte de su bloque de Ani-lunes de la programación del anime.

### Manga
Tohru Fujisawa había creado una serie del manga de 3 volúmenes de Tokko del 25 de febrero al 25 de abril de 2004. El tercer volumen, conocido como Cazador fantasma, es una historia lateral que detalla a dos hermanos (varón y mujer), sobrevivientes de la masacre de Machida.
Numerosos ventiladores han dicho que continuaría probablemente publicado, a raíz de algunas escapatorias en la serie del anime y del manga además de conclusiones actuales.

### Radio
- Un drama de radio ocurrido el 11 de octubre de 2006 había ampliado brevemente un pedacito en los acontecimientos después de que el anime hubiera terminado.

## Episodios
- 暁 /Akatsuki/Amanecer/ “El despertar”
- 夢 /Yume/Sueño/ “Una muchacha aparece”
- 絆 /Kizuna/Enlace/ “Los momentos serían perdidos”
- 兆 /Chou/Presagio/ “Cadáveres en el laboratorio”
- 鬼 /Oni/Fantasma/ “Un padre, todo solamente”
- 哀 /Ai/Dolor/ “¿Quién mata a mi hermano?”
- 恋 /Koi/Amor/ “Una llamada telefónica”
- 醒 /Sei/Despierto/ “Hora de decir adiós”
- 凛 /Rin/Frío/ “Nacimos para ser”
- 揺 /You/Sacudida/ “Nunca importar”
- 獄 /Goku/Prisión/ “Ninguna mujer, ningún grito”
- 怒 /Nu/Cólera/ “si no en amor”
- 黎 /Rei/Oscuro/ “seguir siendo blando juntos”

### Versión Inglesa
- Philece Sampler as Sakura Rokujo
- Tony Oliver as Ranmaru Shindo
- Dan Woren as Shogo Muramasa
- Doug Stone as Kaoru Kunikida
- Grant George as Ichiro Hanzano
- Kirk Thornton as Takeru Inukai
- Megan Hollingshead: Saya Shindo
- Michelle Ruff: Ryoko Ibuki
- Tara Platt: Kureha Suzuka
- David Lodge: Technical Officer Shiraishi
- Dorothy Fahn: Yukino Shiraishi
- George Lodge: Deputy Commissioner Ooizumi
- Jennie Kwan: Mikae
- Keith Silverstein: Akito
- Richard Cansino: Ajiro

### Versión de Latinoamérica
Director de doblaje: Víctor Mares, Jr.
- Yvette González - Sakura Rokujo
- Humberto Amor - Ranmaru Shindo
- Ulises Cuadra - Shogo Muramasa
- Guillermo Díaz - Kaoru Kunikida
- Eduardo Idunate - Ichiro Hanzano
- Azalia Correra - Saya Shindo
- Larisa Asuaje - Ryoko Ibuki
- Gabriela León - Kureha Suzuka
- Gonzalo Suárez - Principal
- Gabriel Bulnes - Comisario Ooizumi
- Marcela Bordes - Mikae
- Víctor Mares, Jr. - Ajiro